# رابرت لین (بازیکن هاکی روی چمن)
رابرت لین (انگلیسی: Robert Lyne; ۲ آوریل ۱۸۸۵ – ۱۳ آوریل ۱۹۵۷) بازیکن هاکی روی چمن اهل بریتانیا بود.